# Апостольская церковь в Италии
Апостольская церковь в Италии (итал. Chiesa Apostolica in Italia) — итальянская протестантская деноминация.

## История
Церковь основана в 1927 году благодаря совместной миссионерской работе баптиста Альфредо Дель Россо из Чивитавеккьи и миссионеров Апостольской церкви сначала из Дании, а затем из Великобритании (Джордж Эванс и Уильям Роджер Томас, 1933 г.). Церковь — часть семьи церквей, рожденных в результате валлийского возрождения (1904–1906 гг.). Наиболее заметными фигурами в истории церкви были Уильям Томас (1909–93) и Йорверт Хауэллс (1928–94), многолетний президент церкви, позднее — международный президент Апостольской церкви.

## Легализация
В 2007 году Церковь и итальянское правительство подписали соглашение в соответствии со статьей 8 Конституции Италии, которое стало законом в 2012 году. Штаб-квартира церкви находится в Гроссето.

## Межцерковные связи
Входит в состав всемирного братства Апостольской церкви и Федерации евангелических церквей Италии экуменической организации, представляющей итальянских протестантов.

## Доктрина
Церковь использует апостольскую форму правления, принадлежит пятидесятнически - евангелической традиции.

## Статистика
В церкви 82 прихода, 52 домашних группы, 56 пасторов (члены национального совета) и около 5000 членов.

## Внешние ссылки
- Официальный веб-сайт